# Катаро-кувейтские отношения
Катаро-кувейтские отношения — двусторонние дипломатические отношения между Катаром и Кувейтом.

## История
Оба государства географически относятся к Ближнему Востоку и имеют тесные культурные и исторические связи. В 1990 году началась война в Персидском заливе и Катар был среди арабских стран, которые открыто выступили против оккупации Ираком Кувейта. Катар оказал военную поддержку Кувейту: катарские солдаты участвовали в битве при Хафджи, первом крупном сражении войны в Персидском заливе.
В 2017 году эмир Кувейта Сабах аль-Ахмед аль-Джабер ас-Сабах стал посредником между враждебными сторонами катарского дипломатического кризиса. Сабах аль-Ахмед аль-Джабер ас-Сабах заявил, что стал посредником в конфликте и занял нейтралитет, так как Кувейт имеет хорошие отношения с обеими сторонами кризиса.

## Торговля
В 2017 году объём товарооборота между странами составил сумму 2,5 млрд. катарских риалов.

## Дипломатические представительства
- Катар имеет посольство в Эль-Кувейте[6].
- У Кувейта имеется посольство в Дохе[7].